# Dak'Art 2000
Dak'Art 2000 è la quarta edizione della Biennale di Dakar consacrata all'arte contemporanea africana. A differenza delle precedenti edizioni, nel 2000 la Biennale di Dakar dura un mese, trasformandosi quindi in un evento destinato non soltanto agli specialisti del mondo dell'arte, ma anche ad un pubblico più ampio. Le esposizioni ufficiali e gli eventi paralleli aumentano in modo significativo e la Biennale riceve una maggiore copertura da parte dalla stampa internazionale. L'Esposizione Internazionale mostra meno opere ed una maggiore attenzione verso la selezione, proiettando video, incoraggiando le installazioni e presentando molta fotografia.

## Storia
La quarta edizione della Biennale ha luogo dal 5 maggio al 5 giugno 2000, mentre dal 5 al 12 maggio sono organizzate le inaugurazioni e gli eventi creati specificatamente per i professionisti del mondo dell'arte. Le riunioni del Comitato Scientifico si svolgono a maggio del 1999; la delibera e il rapporto collettivo sono notificati 12 agosto dello stesso anno. Il Comitato Internazionale di Selezione e Giuria si riunisce poi in dicembre per selezionare i dossier. Il logo della Biennale è leggermente modificato.

## Organizzazione

### Comitato internazionale di selezione e di giuria
L'edizione del 2000 aggiunge un sesto curatore tra gli incaricati di selezionare gli artisti per le Esposizioni Individuali ed elimina il responsabile della rivista d'arte. I membri sono quindi ancora composti da un gallerista africano (la camerunese Marième Samb Malong), un gallerista europeo (la tedesca Dany Keller), un conservatore di museo (la sudafricana Marylin Martin), un designer (il franco statunitense Hilton Mc Connico), un collezionista africano (il senegalese Amadou Yassine Thiam) e un artista africano (il nigeriano El Anatsui). I curatori incaricati dell'organizzazione delle Esposizioni Individuali non sono più selezionati in base al loro paese d'origine, ma sono scelti sei curatori internazionali specializzati in altrettante aree geografiche: per l'Africa Orientale e l'Oceano Indiano è incaricato Peter Pierre-Louis (Seychelles), per l'Africa Centrale Simon Njami (Camerun Francia), per l'Africa Occidentale Ablade Glover (Ghana), per l'Africa Australe Hans Bogatzke (Germania), per l'Africa Settentrionale Malika Dorbani (Marocco) e per gli artisti africani della diaspora Orlando Britto Jinorio (Spagna).

### Budget
La Biennale del 2000 ha un budget tra 400.000.000 e 450.000.000 franchi CFA [tra 603.506 e 678.942 euro], con un finanziamento di circa 250.000.000 franchi CFA [377.190 euro, circa il 63% o il 56% del budget totale] proveniente dalla Commissione Europea.

## Programma

### Programma ufficiale

#### Inaugurazione
La Biennale del 2000 è inaugurata per la prima volta da Abdoulaye Wade, il nuovo Presidente del Senegal insieme a Mamadou Diop Decroix, Ministro della Cultura e della Comunicazione. L'organizzazione di Dak'Art 2000 era stata comunque gestita, negli anni precedenti, dal Segretariato Generale e dai Comitati d'Organizzazione nominati dal Presidente Abdou Diouf. Durante l'apertura ufficiale sono assegnati i premi agli artisti dell'Esposizione Internazionale ed un diploma d'onore alla rivista "Revue Noire"; il presidente Wade nel suo discorso promise la nuova Maison des Arts (molto desiderata dagli artisti dopo la chiusura del Museo Dynamique) e presenta il progetto di riforme giuridiche e fiscali per lo sviluppo dell'industria culturale. Dopo l'inaugurazione segue la visita dell'Esposizione Internazionale, ospitata nel Museo dell’IFAN.

#### Esposizione internazionale
L'Esposizione Internazionale della Biennale del 2000 presenta meno artisti rispetto alle edizioni precedenti, ma più donne e giovani. Le opere pittoriche e le sculture sono presenti in numero ridotto rispetto alle precedenti edizioni e aumentarono le fotografie, le installazioni e i video. Le opere premiate nell'Esposizione Internazionale sono le installazioni della tunisina Fatma Charfi (Gran Premio Léopold Sédar Senghor) e della sudafricana Berni Searle (Premio Rivelazione). Il senegalese Le sculture di Manady Seydi vincono il Premio dell'Agenzia Intergovernamentale della Francofonia, mentre quelle di Jems Robert Koko Bi (Costa d'Avorio) il Premio Giovane Talento dell'UEMOA; Samuel Fosso (Repubblica Centrafricana) vince il Premio della Fotografia con i suoi autoritratti.
L'allestimento delle mostre – per quanto ancora una volta migliorato rispetto alle edizioni precedenti – è comunque estremamente tradizionale. In particolare l'Esposizione Internazionale mostra ancora una volta opere appese alle pareti e sculture ed installazioni nel centro delle stanze; il miglioramento consiste nella creazione di piccoli muri divisori per permettere un miglior allestimento dell'opera di Andries Botha, di Goddy Leye e di Barthélémy Toguo. Durante la Conferenza Stampa con la Giuria, David Elliott – presidente del Comitato Internazionale di Selezione e di Giuria – sottolinea l'esigenza di creare dei tecnici specializzati nell'allestimento e nell'imballaggio delle opere, visto che i membri del Comitato stesso hanno dovuto aiutare gli artisti, proprio per la mancanza di personale competente.
Dopo la prima settimana di inaugurazioni, le fotografie di Essien Mfon (che ritraggono il corpo nudo di una donna con un seno mutilato dal cancro) sono censurate e i video funzionano in modo saltuario.

#### I Saloni del Design e della Creatività Tessile
Il Salone Internazionale del Design Africano e della Creatività Tessile (ancora una volta all'interno dello Spazio Vema, diretto dalla Signora Cissé) è inaugurato il 9 maggio 2000, in contemporanea con la Giornata dell'Europa; durante la celebrazione sono consegnati i premi per il design. All'interno del Salone del Design Africano e della Creatività Tessile, Valérie Oka (Costa d'Avorio) vince il premio dell'Unione Europea e Ola dele Kuku (Nigeria) riceve una menzione speciale della giuria grazie ai suoi mobili elaborati, tanto più maestosi tra le piccole sedie degli altri design. Ola dele Kuku non viene premiato perché – secondo il progetto del Comitato Scientifico – l'opera esposta deve restare alla Biennale, ma il valore delle opere presentate dal designer nigeriano è superiore al valore del premio. Bounama Sall Ndiaye (Senegal) e Zoarinivo Razakaratrivo (Madagascar) vincono alla pari il Premio dell'Unione Economica e Monetaria dell'Africa Occidentale.
Durante la conferenza stampa dei designer emerge il problema di creare per Dak'Art una giuria di esperti capaci di selezionare e valutare il design con competenze specifiche e sono esposte le difficoltà legate al numero delle opere presentate per ogni artista, all'allestimento del Salone, alla protezione dei diritti d'autore e alla necessità di coinvolgere le industrie (soltanto l'industria francese VAI – Valorisation de l'Aménagement Intérieur – partecipa alla Biennale del 2000). Durante la stessa conferenza stampa è anche messa in discussione l'Associazione di Designer Africani (ADA), presieduta dall'architetto senegalese Nicolas Sawalo Cissé e con designer come Anna Jouga (segretaria dell'associazione) e Aziz Diop. L'associazione è creata nel 1996, durante e appena dopo la prima edizione del Salone Internazionale del Design Africano della Biennale, ma – secondo i presenti – non entra mai in funzione: non è mai stata indetta un'assemblea generale, i soci non sono mai stati contattati né aggiornati sulle attività ed il consiglio direttivo non è mai stato modificato.

#### Esposizioni individuali
Le Esposizioni Individuali presentano un numero maggiore di artisti, accogliendo anche artisti della diaspora. Le Esposizioni Individuali mostrano artisti di diverse aree del mondo: Mohammed Ounouh (Africa Settentrionale) espone dipinti e sculture; Kay Hassan (Africa Australe) installa un banchetto di occhiali trovati per le strade di Dakar, visto che la sua opera non arriva in tempo; Bili Bidjocka (Africa Centrale) crea un progetto speciale; Christine Chetty’s (Africa Occidentale e Oceano Indiano) presenta le sue creazioni tessili; Kofi Setordji (Africa Occidentale) concentra la sua attenzione sulla guerra lavorando con il legno e – per aree del mondo senza limitazioni geografiche – Ana Maria Pacheco invia delle sculture e Marc Latamie trasforma l'ambiente della Casa degli Schiavi sull'Isola di Gorée.
Le opere sono collocate in sedi diverse: alcune presso la Galleria nazionale d'arte di Dakar, le opere di Marc Latamie alla Casa degli Schiavi dell'Isola di Gorée sull'Isola di Gorée, le sculture di Anna Maria Pacheco alla Casa della Cultura Douta Seck e infine l'opera concettuale di Bili Bidjocka è un percorso attraverso la città di Dakar, corredato di una piccola mappa.

#### MAPA - Marché des Arts Plastiques en Afrique
Il MAPA (Marché des Arts Plastiques en Afrique) è collocato negli spazi esterni della Casa della Cultura Douta Seck e accoglie circa 800 partecipanti tra artisti e professionisti del mondo dell'arte. Il MAPA è un'esposizione vendita di opere d'arte contemporanee africane, organizzato dalla Biennale, ma senza guadagno per la Biennale stessa. Per la creazione di uno spazio adeguato, la Biennale lancia un bando di circa 18.000.000 franchi CFA [27.157,68 euro], cercando dei finanziamenti ed incaricando della realizzazione l'Ordine degli Architetti del Senegal: non sono però trovati i fondi. Il MAPA è quindi allestito con notevoli problemi organizzativi: ad ogni artista è destinato un piccolo spazio esterno (12 m², invece dei 20 m² previsti), con un tendone che non ripara a sufficienza dal sole e con strutture vecchie e sporche (gli stand sono stati affittati alla fiera di Dakar – il CICES – solo all'ultimo minuto). Partecipano al MAPA artisti di 8 nazionalità (tra gli altri parteciparono Sylvie Gérard, Séa Diallo e Jean Marie Diouf) ed ogni stand costa agli espositori 100.000 franchi CFA [150,80 euro].

#### Altre esposizioni e iniziative
Il Salone della Giovane Creazione Senegalese (Salon de la Jeune Création Plastique Sénégalaise) è ospitato nel Centro Culturale Blaise Senghor. Tra i giovani pittori che espongono nel salone vi sono Racky Dianka (Evolution), Birame Ndiaye (Attitudes), Aïcha Aïdara (Symoliques I et II) e Samba Fall.
Il Salone della Pittura su Vetro è allestito al Villaggio della Biennale, insieme alle opere d'artigianato e agli stand di alcuni pittori (tra questi il congolese Nsimba Mpango, Christian Tiem del Togo). L'organizzazione è mediocre e il salone non riceve molta affluenza di pubblico. 
Al Centro Culturale Blaise Senghor è presentato il Salone dell'Educazione Artistica, intitolato L'Enfance dans l'Art.
Alla Casa della Cultura Douta Seck sono allestite l'Esposizione di Pubblicazioni d'Arte ed un laboratorio di iniziazione alle nuove tecnologie, con il supporto tecnico dell'organizzazione senza fine di lucro Toile Métisse. 
Per quanto riguarda l'animazione, gli eventi musicali sono ridotti rispetto alle edizioni precedenti per sottolineare la centralità dell'arte visiva ed è dato maggiore spazio ai gruppi musicali e teatrali locali. La Biennale organizza per l'inaugurazione un affresco vivente intitolato Symphonie plastique (a cura di Mamadou Diop della Scuola d’Arte di Dakar, Oumar Ndao del Teatro Faro e Seyba Traoré del Comune di Dakar). È organizzata una serata di benvenuto offerta dal Sindaco di Dakar al Villaggio della Biennale, uno spettacolo di percussioni al Centro Culturale Blaise Senghor, uno spettacolo di musica tradizionale alla Casa della Cultura Douta Seck, un concerto di Oumar Péne e i Super Diamono al Killy Night-club, un concerto di jazz con Souleymane Faye e il Findifer Jazz Quartet all'Alizé Club, una serata danzante sempre all'Alizé Club, uno spettacolo di teatro e balletto con i vincitori del FESNAC 1991 al Centro Culturale Balise Senghor, una serata artistica organizzata del Ministero della Cultura e della Comunicazione al Teatro Nazionale Daniel Sorano, un cocktail alla Casa della Cultura Douta Seck con l'Orchestra Nazionale e Pape Niang e i Kourel, un concerto di Baba Maal al Centro Culturale Blaise Senghor e della musica dal vivo al Villaggio della Biennale.

#### Dibattiti e proiezioni
I Dibattiti sono ospitati dalla Casa della Cultura Douta Seck con il titolo Art contemporain africain: courants, styles et créativité à l'aube du 3eme Millénaire [Arte contemporanea africana: correnti, stili e creatività all'alba del Terzo Millennio]; all'interno dei dibattiti è organizzata una giornata sul mercato dell'arte, con interventi di galleristi africani ed occidentali. Alla Casa della Cultura Douta Seck, al Centro Culturale Blaise Senghor e al Centro Culturale Francese di Dakar, sono presentate proiezioni di film sull'arte.

##### Laboratorio di giornalismo culturale
Il Laboratorio di giornalismo culturale (dal 2 al 13 maggio 2000) e la pubblicazione del quotidiano della Biennale “Dak'Art” sono gestiti alla Maison du Soudan sull'Isola di Gorée, in collaborazione con l'Istituto Gorée, la Coopération Française, la Comunità Francese del Belgio e l'ACCT. I giornalisti creano alla fine del seminario l'Associazione Panafricana della Stampa Culturale (APPC) per la cooperazione, il dibattito e la creazione di una rivista virtuale (l'associazione è presieduta da Pascal Zantou del Benin ed ha il giornalista senegalese Alassane Cissé come Segretario Generale; fanno parte del direttivo: il redattore Okechukwu Uwaezuoke della Nigeria, il redattore Serge Alain Godong del Camerun, la segretaria Anastasie Lucie Kéré dal Burkina Faso, Jacques Kouakou dalla Costa d'Avorio e Eddy Kabéya Kabasubabo dalla Repubblica Democratica del Congo).

#### Ufficio stampa e comunicazione
L'ufficio stampa è collocato nella Camera di Commercio di Dakar e le conferenze stampa facilitano il lavoro dei giornalisti. Sono organizzati degli incontri con il Comitato Internazionale di Selezione e di Giuria, con il Comitato Scientifico, con i designer del Salone, con i responsabili e gli artisti del MAPA e con i fondatori e i redattori della rivista francese "Revue Noire". Gli incontri previsti con gli artisti dell'Esposizione Internazionale e con il Segretariato Generale (per un bilancio della Biennale) vengono cancellati. Alla Casa della Cultura Douta Seck è convocata un'ultima conferenza stampa di chiusura, con il Ministro della Cultura e della Comunicazione.

### Programma parallelo
Gli eventi paralleli propongono collettive di artisti senegalesi, qualche lavoro originale di partecipanti alle passate edizioni della Biennale ed alcune mostre tematiche.
Vicino ad una delle vie principali di Dakar, è allestita un'esposizione in una Boutique d'alimentation. Tutta la città è ritmata da queste boutique, dove si comprano due sigarette, una porzione di latte in polvere ed il commerciante si arrampica per afferrare del Nescafé; questi negozi sembrano una vetrina verticale con le scatole ordinate fino al soffitto e con il bancone a pochi centimetri dalla porta d'ingresso. Alimentation d'art creò una situazione sconcertante e divertente: i prodotti di questo piccolo bazar africano non ricordarono né i colori, né le luci, né la ricchezza che si trova nei grandi supermercati occidentali e le opere degli artisti capeggiati da Peter Wollenweber si inserirono con poesia e lirismo tra gli scaffali. 
L'esposizione più interessante – non presentata però nel programma degli eventi paralleli della Biennale – è Les Enfants de la Nuit, il risultato del programma di Man-Keneen-Ki, un'associazione di artisti che lavorano con i bambini di strada, incoraggiandoli all'arte per dare loro un lavoro e un mezzo per comunicare. Les Enfants de la Nuit fu allestita in un ambiente completamente nero (ricoperto di sacchi della spazzatura) e visitabile con una torcia. La sensazione di non sapere cosa aspettarsi e l'incespicare costante creò uno spiacevole disagio, esattamente quello che volevano ottenere gli organizzatori. La mostra espose le fotografie di Sada Tangara di diciassette anni, le opere pittoriche del quindicenne Babacar Sy e – quando l'ambiente cominciò ad essere più familiare, permettendo di abituarsi al buio – permise di scoprire nelle poesie del diciottenne Khalifa e nelle interviste a due bambini di dieci e undici anni la normalità di un mondo disarmante. Seduti con una torcia in mano si poté infatti entrare nella vita di chi vive nelle strade sporche, chi viene picchiato da bambini più grandi, da grandi che non li vogliono intorno. Con una torcia si fece luce su quello che non si guarda, che non si capisce e che diventa più chiaro, proprio come gli occhi che si abituano ad una stanza dove non vogliamo stare. Saliti al piano superiore un video mostrò dei bambini che silenziosamente auguravano la buonanotte, fissando lo schermo con gli occhi tranquilli e in bocca un pezzo di stoffa imbevuto nel solvente, la droga dei poveri. L'effetto dell'esposizione fu poi moltiplicato dalla sua sede: moltissimi bambini di strada vivono infatti in via Ponty, nel centro di Dakar dove era collocata la mostra. 
Il Centro Culturale Francese di Dakar offrì un programma sul Cinema d'Animazione Africano. William Kentridge fu invitato a proiettare le sue opere e a gestire un laboratorio di video d'animazione, coinvolgendo artisti senegalesi. La formazione di cinema d'animazione dell'artista senegalese Mamadou Ndoye Dout’s avvenne proprio durante questo il laboratorio. Il video di Dout's Tran Tran Médina fu poi realizzato l'anno successivo e proiettato alla Biennale di Dakar 2002 al Centro Culturale Francese, in Italia nel 2003 al Festival del Cinema Africano di Milano e alla Biennale di Dakar 2004 all'interno dell'Esposizione Internazionale.
Durante la Biennale del 2000 furono anche proclamati i vincitori del concorso Jeux de la Francophonie del 2001 e fu presentato il progetto Africa In Venice (Hotel Sofitel Terange) a cura del Forum for African Arts (diretto da Salah Hassan e Olu Oguibe). La conferenza sottolineò l'importanza della partecipazione degli artisti africani alla Biennale di Venezia e furono presentate le caratteristiche dell'esposizione a cura del Forum Authentic/Ex-Centric - Africa in and Out of Africa, prevista proprio a Venezia nel 2001. Harald Szeemann – direttore della Biennale italiana – fu invitato a partecipare all'incontro e fu aspramente criticato per la mancanza di attenzione nei confronti dell'arte prodotta fuori dall'Occidente.
Lo spettacolo Sons et Lumièrs ebbe luogo ancora una volta sull'Isola di Gorée con il titolo Hommage aux lauréats et artistes disparus (dedicato all'artista senegalese scomparso Moustapha Dimé, a cura di Jacques Boucher e Pape Faye) ed infine la serata conclusiva della Biennale fu organizzata al Planète Café con i Frères Guissé.
Gli eventi paralleli presentati sul programma dalla Biennale di Dakar del 2000 furono 52. In realtà le esposizioni e gli eventi furono ancora più numerosi e si svolsero in tutte le zone di Dakar (Plateau, Medina, Point E, Almadies, Hann, Isola di Gorée, Guédiawaye) e nelle città di Mbour e Thiès. Oltre che nelle gallerie della città, gli eventi furono anche organizzate all'interno degli atelier degli artisti e in spazi pubblici. In contemporanea alla Biennale ebbe luogo la IV Settimana Internazionale della Moda (SIMOD) e il Carnevale di Dakar.

## Documentazione e caratteristiche
Il catalogo del 2000 migliorò molto rispetto alle edizioni precedenti della Biennale e divenne una pubblicazione a tutti gli effetti e non più legata alla rivista "Cimaise" (il catalogo fu realizzato dalla casa editrice francese Editions Eric Koehler). Gli artisti furono indicati semplicemente in ordine alfabetico, con l'indicazione del paese d'origine; le opere presentate divennero più numerose per ogni artista e le informazioni biografiche furono collocate in fondo alla pubblicazione. Il catalogo presentò soltanto le opere presenti nell'Esposizione Internazionale, nel Salone Internazionale del Design Africano e della Creatività Tessile (riunite insieme) e nelle Esposizioni Individuali. Furono pubblicati i testi di Sylvain Sankalé (presidente del Comitato Scientifico), di David Elliott (presidente del Comitato Internazionale di Selezione e di Giuria) e dei curatori delle Esposizioni Individuali sui singoli artisti (saggi di Simon Njami, Peter Pierre-Louis, Hans Bogatzke, Orlando Britto Jinorio, Malika Dorbani, David Elliott e Ablade Glover).

### Recensioni e studi sulla Biennale di Dakar del 2000
La Biennale di Dakar – dopo la morte della Biennale di Johannesburg con l'ultima edizione del 1997 – fu considerata positivamente da tutti i critici e dai giornalisti d'arte, per la sua capacità di sopravvivere nel tempo (nonostante le nuove elezioni). I partecipanti sostennero però la necessità di migliorare la sua organizzazione e la qualità generale delle opere esposte.
La Biennale di Dakar del 2000 ricevette una migliore copertura dalla stampa internazionale, rispetto alla precedenti edizioni. La stampa nazionale partecipò ad ogni manifestazione e “Dakart” – il quotidiano della Biennale – permise una maggiore visibilità del programma ed una collaborazione internazionale tra giornalisti africani. Per quanto riguarda l'Italia, Teresa Macrì commentò la Biennale su “Il Manifesto”, Mary Angela Schroth scrisse per “Africa e Mediterraneo”, Iolanda Pensa scrisse una recensione per “Flash Art Italia” e Dak'Art 2000 fu citata anche su “Il Giornale dell'Arte” di maggio 2000, in un articolo di Christoph Stölzl. Tutta la redazione di “Revue Noire” partecipò alla Biennale e fu premiata durante l'inaugurazione, ma la rivista in formato cartaceo era già stata chiusa con l'ultimo numero dell'anno precedente (n. 33-34, giugno-novembre 1999) e si era già trasformata in un'edizione on-line, dove  Dak'Art non ricevette molto spazio. “Third Text” presentò la Biennale in un articolo di Bisi Silva all'interno del quale l'evento fu criticato per la qualità piuttosto modesta dei fotografi presentati (rispetto alla reale vivacità africana), per le lacune organizzative, per il basso livello critico dei testi di catalogo e dei dibattiti e – ancora una volta – per la mancanza di una reale direzione artistica. Bisi Silva suggerì anche di focalizzare la Biennale su un'area geografica più ristretta. Il MAPA fu aspramente criticato da tutti gli articoli che ne parlarono, per la pessima organizzazione dell'evento e per la bassa qualità delle opere esposte (per questo motivo la mostra vendita non fu ripetuta nell'edizione successiva).

## Partecipanti

### Esposizione internazionale
- Andries Botha
- Fatma Charfi (Fatma M'Seddi Charfi)
- Soly Cissé
- Hassan Darsi
- Angèle Etoundi Essamba
- Mounir Fatmi
- Samuel Fosso
- Amadou Camara Guèye
- Jems Robert Koko Bi
- Goddy Leye
- N'Dary Mbathoi Lo
- Essien Mfon
- Joël Mpah Dooh
- Napalo
- Zwelethu Mthethwa
- Suzanne Ouédraogo
- Younès Rahmoun
- Tracey Rose
- Berni Searle (Bernadette Searle)
- Mamady Seydi
- Barthélémy Toguo

### Salone del design
- Abdérahmane Aïdara
- Kossi Assou
- Madeleine Rachel Mariette Bomboté
- Issa Diabaté
- Abdoul Aziz Diop
- Danièle Diwouta-Kotto & Sandrine Dole
- César Dogbo
- Annie Jouga
- Takité Kambou
- Ola dele Kuku
- Doris Christine Mian-Benie
- Bounama Sall N'Diaye
- Amadou Niang
- Valérie Oka
- Zo Razakaratrimo
- Adrien Abdoukhadr Sène
- Saliou Traoré
- Jules Bertrand (Jules Bertrand Wokam)

### Esposizioni individuali
- Bili Bidjocka
- Christine Chetty
- Kay Hassan
- Marc Latamie
- Mohamed Ounouh
- Ana Maria Pacheco
- Kofi Setordji

### Documenti dell'evento
- Dak'Art 2000 – Biennale de l'Art Africain Contemporain (cat. esposizione), Editions Eric Koehler, Paris, 2000, pp. 132.
- Dak'Art 2000 Programme, programma delle esposizioni ufficiali e degli eventi paralleli.
- Le marche des arts plastiques en Afrique (MAPA): Reglement, Dakar, 1999.
- Dak'Art: La Biennale de l'Art Africain Contemporain: Reglement general, Dakar, 1999.
- Dak'Art 2000: Dossier de presentation, Dakar, 2000.
- Quotidiano della Biennale di Dakar "dakart – Le Quotidien de la Biennale des Arts de Dakar", pubblicato dal Gorée Institute, diretto dalla Biennale di Dakar e con i capiredattori Moustapha Gueye e Roger Pierre Turine.
  - “dakart – Le Quotidien de la Biennale des Arts de Dakar”, n. 1, 05/05/2000, pp. 4.
  - “dakart – Le Quotidien de la Biennale des Arts de Dakar”, n. 2, 06-07/05/2000, pp. 4.
  - “dakart – Le Quotidien de la Biennale des Arts de Dakar”, n. 3, 08/05/2000, pp. 4.
  - “dakart – Le Quotidien de la Biennale des Arts de Dakar”, n. 4, 09/05/2000, pp. 4.
  - “dakart – Le Quotidien de la Biennale des Arts de Dakar”, n. 5, 10/05/2000, pp. 4.
  - “dakart – Le Quotidien de la Biennale des Arts de Dakar”, n. 6, 11/05/2000, pp. 4.
  - “dakart – Le Quotidien de la Biennale des Arts de Dakar”, n. 7, 12/05/2000, pp. 4.
  - “dakart – Le Quotidien de la Biennale des Arts de Dakar”, n. 8, 13/05/2000, pp. 4.
- Dak'Art: La Biennale de l'Art Africain Contemporain: Reglement general, Dakar, 2001.
- Dak'Art 2000: Dossier de presse, Dakar, 2002.

### Articoli e recensioni
- Rougnaux, Cécile. Les toiles se déroulent in “Sud Quotidien”, n. 2124, 04/05/2000, p. 7.
- Cisse, Alassane. Au rythme de la Biennale in “Sud Quotidien”, n. 2124, 04/05/2000, p. 7.
- Maitre, Anne. Une palette riche de ses couleurs et rythmes in “Walfadjri”, 04/05/2000, p. 6.
- Niang, Doudou Sarr. Le rendex-vous de la créativité artistique in “Le Soleil”, 04/05/2000, p. 6.
- Niang, Doudou Sarr. Plaidoyer pour une émergence du marché africain de l'art in “Le Soleil”, 04/05/2000, p. 6.
- Rougnaux, Cécile. 24 H avant l'ouverture de la Biennale – Les oeuvres sortent des caisses in “Sud Quotidien”, 05/05/2000.
- Nzale, Félix. La colère des jeunes musiciens in “Sud Quotidien”, 05/05/2000.
- Niang, Doudou Sarr. Un mois de festivités artistiques in “Le Soleil”, 05/05/2000.
- Rendez-vous des manifestations cinématographiques in “Le Soleil”, 05/05/2000.
- Cisse, Alassane. La photographie au secours de la diplomatie in “Sud Quotidien”, n. 2126, 06/05/2000, p. 7.
- Rougnaux, Cécile. Premier couac dans l'organisation du Mapa in “Sud Quotidien”, n, 2126, 06/05/2000, p. 7.
- Dièye, Alioune. Wade promet une nouvelle Maison des arts in “Sud Quotidien”, n. 2126, 06/05/2000, p. 7.
- Mbaye, Massamba. Le président Wade annonce la construction d'une Maison des Arts in “Le Matin”, 06-07/05/2000, p. 9.
- Mbaye, Massamba. La Biennale s'expose in “Le Matin”, 06-07/05/2000, p. 9.
- Ndiaye, Amadou Gaye. Le temps des changements qualitatifs in “L'Info”, n. 474, 06-07/05/2000, p. 2.
- Niang, Doudou Sarr. La créativité à l'honneur in “Le Soleil”, 06-07/05/2000, pp. 1 e 8.
- Nougairède, Delphine. Des couacs dans l'organisation in “Le Soleil”, 06-07/05/2000, p. 8.
- Pires, Jean. Le règne des volumes et des formes in “Le Soleil”, 06-07/05/2000, p. 8.
- Dia, Demba Silèye. Me Wade “Protecteur des arts et des artistes in “Walfadjri”, n. 2443, 06-07/05/2000, p. 6.
- Dia, Moussa. Biennale des artistes ou des cols blancs? In “Promotion”, 08-14/05/2000, p. 7.
- Séne, Abdoulaye. Une troupe pas dans son élément in “Le Matin”, 08/05/2000, p. 9.
- Séne, Abdoulaye. Des lauréats réagissent in “Le Matin”, 08/05/2000, p. 9.
- Mbaye, Massamba. Un colloque international sur Senghor in “Le Matin”, 08/05/2000, p. 9.
- Maroine, Sadibou. Carnaval de Dakar in “Le Soleil”, 08/05/2000, p. 6 e 16.
- Cisse, Sambou. Appel d'offre pour photographie in “Le Soleil”, 08/05/2000, p. 6.
- Dia, Demba Silèye. Salon de la mode - L'imagination au service du froufrou in “Walfadjri”, n. 2444, 08/05/2000, p, 6.
- VS. Mme Henriette Diabate, Ministre de la Culture de la Cote d'Ivoire - “Il faut renforcer les industries culturelles” in “Sud Quotidien”, n. 2127, 08/05/2000, p. 7.
- Nzale, Félix. Breves Culturelles in “Sud Quotidien”, n. 2127, 08/05/2000, p. 7.
- Dieye, Alioune. Quel avenir pour les galeries africaines? In “Sud Quotidien”, n. 2128, 09/05/2000, p. 8.
- VS. Le fête de la créativité in “Sud Quotidien”, n. 2128, 09/05/2000, p. 8.
- Nzale, Félix. La parole a Saydeth (styliste) in “Sud Quotidien”, n. 2128, 09/05/2000, p. 8.
- Coly, Cheikh Malik. 18 millions pour intéresser les artistes in “Le Soleil”, 09/05/2000, p.7.
- Mendy, Ambroise. L'ambience était au rendez-vous in “L'Info”, n. 476, 09/05/2000, p. 4.
- Thiam, Samba. Jeux d'intérêts et non-dits in “L'Info”, n. 476, 09/05/2000, p. 4.
- Sene, Abdoulaye Saty. Quid de l'art africain? In “Le Matin”, 09/05/2000, p. 3.
- Mbaye, Massamba. Des Artistes plasticiens rencontrent le cinéma d'animation in “Le Matin”, 09/05/2000, p. 3.
- Maitre, Anne. Le tour des galeries in “Walfadjri”, n. 2445, 09/05/2000, p. 6.
- SAM. Le génie renié? In “L'Info”, n. 476, 09/05/2000, p. 9.
- Ndiaye, Amadou Gaye. L'art africain au rendez-vous in “L'Info”, n. 477, 10/05/2000, p. 9.
- Ndiaye, Amadou Gaye. Les artistes sénégalais seront fortement présents au Festival Lille 2000 in “L'Info”, n. 477, 10/05/2000, p. 9.
- Mbodj, Diaw. Une association voit le jour in “Le Matin”, 10/05/2000, p. 8.
- Demba, Jean. Le Micom préconise la discussion sur leur financement – Agenda du Dak'Art in “Le Matin”, 10/05/2000, p. 8.
- Nougairède, Delphine. Galerie Atiss: sculptures et peintures spontannées in “Le Soleil”, 10/05/2000, p. 6.
- Cisse, Sambou. Dakar carrefour de la mode in “Le Soleil”, 10/05/2000, p. 6.
- Pires, Jean. Design, quand tu nous tiens in “Le Soleil”, 10/05/2000, p. 6.
- Niang, Doudou Sarr. Deux “magiciens” dans l'arène in “Le Soleil”, 10/05/2000, p. 7.
- Nzale, Félix. Des salons à corner dans la rue in “Sud Quotidien”, n. 2129, 10/05/2000, p. 7.
- Nzale, Félix. Christian Tiem (artiste togolais) in “Sud Quotidien”, n. 2129, 10/05/2000, p. 7.
- Dièye, Alioune. Les designers sortent de l'anonymat in “Sud Quotidien”, n. 2129, 10/05/2000, p. 7.
- Deng, Amady Aly. Hommage à Alioune Diop, Directeur de “Présence Africaine” in “Sud Quotidien”, n. 2129, 10/05/2000, p. 7.
- Sarr, M. La nouvelle politique de Wade in “Walfadjri”, n. 2446, 10/05/2000, p. 4.
- Dia, Demba Silèye. Trois stylistes, trois spectacles in “Walfadjri”, n. 2446, 10/05/2000, p. 7.
- Dia, Demba Silèye. Dak'Art sur le Web in “Walfadjri”, n. 2446, 10/05/2000, p. 7.
- Maitre, Anne. Le tour des galeries in “Walfadjri”, n. 2446, 10/05/2000, p. 7.
- Maitre, Anne. Niokobokk: pour qui, pourquoi? In “Walfadjri”, n. 2446, 10/05/2000, p. 7.
- Dia, Demba Silèye. Une “folie” de plus en plus vaste in “Walfadjri”, n. 2446, 10/05/2000, p. 7.
- Tong, Chu-yin. Communiqué de presse in “L'Info”, n. 478, 11/05/2000, p. 9.
- Nougairède, Delphine. Un havre de paix et de créativité aux abords du marché Kermel in “Le Soleil”, 11/05/2000, p. 5.
- Niang, Fary. Dak'Art 2000 – Les démarches du conseil scientifique de la Biennale 2000 in "Populaire", n. 150, 11/05/2000.
- Pires, Jean. Retour annoncé sul le devant de la scène in “Le Soleil”, 11/05/2000, p. 5.
- Diouf, O. La biennale pour test in “Le Soleil”, 11/05/2000, p. 5.
- Sene, Abdoulaye Saty. Exposition “Un artiste, une oeuvre, une carte” in “Le Matin”, 11/05/2000, p. 7.
- Dia, Demba Silèye. Des dymboles pour un monde uni (expo Chalys Leye - Buch Bin Ber) in “Walfadjri”, n. 2447, 11/05/2000, p. 6.
- Yogo, Cathy. Salon du design et de la créativité textile in “Walfadjri”, n. 2447, 11/05/2000, p. 6.
- Nzale, Félix. Dak'Art 2000, Oka Valerie Laureate du prix de la créativité in “Sud Quotidien”, n. 2130, 11/05/2000, p. 8.
- Rougnaux, Cécile. Pas de grosse pointure parmi les mannequins in “Sud Quotidien”, n. 2130, 11/05/2000, p. 8.
- Mbaye, Massamba. Ousmane Dia, Hassane Sarr: accords de tons sur fer in “Le Matin”, 12/05/2000, p. 8.
- Mbaye, Massamba. L'assistance européenne à la Biennale saluée in “Le Matin”, 12/05/2000, p. 8.
- Sène, Abdoulaye Saty. Réactions in “Le Matin”, 12/05/2000, p. 8.
- Agenda Dak'Art 2000 in “Le Matin”, 12/05/2000, p. 8.
- Maitre, Anne. Nicolas Cissé monopolise-t-il le design africain? In “Walfadjri”, n. 2448, 12/05/2000, p. 6.
- Yogo, Cathy. Les motifs de la protestation in “Walfadjri”, n. 2448, 12/05/2000, p. 6.
- Seck, M. L'art au service de l'environnement in “L'Info”, n. 479, 12/05/2000, p. 7.
- Seck, M. Coups de coeur, loin des effets de monde in “L'Info”, n. 479, 12/05/2000, p. 7.
- Thiam, Samba. La double image de la Biennale in “L'Info”, n. 479, 12/05/2000, p. 7.
- Ndiaye, Allou. Les premiers pas de la Capoeira au Sénégal in “L'Info”, n. 479, 12/05/2000, p. 9.
- Pires, Jean. L'histoire d'une amitié de lonfue date – Exposition Sénégal-Israel in “Le Soleil”, 12/05/2000.
- Rougnaux, Cécile. Les doléances des artistes pour la prochaine édition in “Sud Quotidien”, n. 2131, 12/05/2000, p. 6.
- Nzalé, Félix. Sana Chehadi – Le stylisme est un art de vivre in “Sud Quotidien”, n. 2131, 12/05/2000, p. 6.
- Rougnaux, Cécile. Le raffinement marocain – Semaine Internationale de la Mode in “Sud Quotidien”, n. 2131, 12/05/2000, p. 6.
- Ndiaye, Amadou Gaye. La biennale aborde un nouveau tournant in “L'Info”, n. 479, 12/05/2000, p. 10.
- Ndiaye, Allou. La mauvaise farce des organisateurs – Mémorial de Gorée in “L'Info”, n. 479, 12/05/2000, p. 10.
- Diouf, Omar. Bila et états d'âme d'un rendez-vous in “Le Soleil”, 13-14/05/2000, p. 6.
- Bocoum, Matel. La Biennale a été une réussite in “Sud Quotidien”, n. 2132, 13/05/2000, p. 3.
- Quatrième Semaine Internationale de la Mode in “Le Matin”, 13-14/05/2000, p. 9.
- Mbaye, Massamba. Expos “Enfants de Nuit” – Le troublant murmure des enfants de nuit in “Le Matin”, 13-14/05/2000, p. 8.
- Bocoum, Ismaila. Le mot de la semaine: Mode in “L'Info”, n. 480, 13-14/05/2000, p. 4.
- Yogo, Cathy. La frustration des artistes relégués in “Walfadjri”, n. 2449, 13-14/05/2000, p. 6.
- Niang, D.S. La Médina, nouvel espace artistique in “Le Soleil”, 16/05/2000, p. 10.
- Niang, D.S. La mode chinoise à la parade in “Le Soleil”, 16/05/2000, p. 10.
- Cissé, Alassane e A.B.D. Katoucha séduit, Bibi confirme in “Sud Quotidien”, n. 2134, 16/05/2000, p. 8.
- Cissé, Alassane. Ouagadougou, le rendez-.vous des artisans africains in “Sud Quotidien”, n. 2134, 16/05/2000, p. 8.
- Olive, Cécile e Cécile Rougnaux. Claire Kane et Xuli Bet au large in “Sud Quotidien”, n. 2134, 16/05/2000, p. 8.
- Dione, Marie Adélaide. Un clôture riche en couleurs in “Le Matin”, 16/05/2000, p. 8.
- Diop, Massamba. Rémi Sagna dédend sa paroisse in “Le Matin”, 16/05/2000, p. 8.
- Coulibaly, Abdou Latif. La critique du “révolté” – L'oeil de El Hadji Sy sur la Biennale in “Sud Quotidien”, n. 2135, 17/05/2000, p. 6.
- Nzale, Féliz. Gorée – Naissance de la Panafricaine des journalistes culturels in “Sud Quotidien”, n. 2135, 17/05/2000, p. 6.
- Diop, Cheikh. Un relation de symbiose – L'art, la science, la vérité et la raison in “L'Info”, n. 483, 17/05/2000, p. 9.
- Dia, Demba Silèye. Un rendez-vous de trois continents in “Walfadjri”, n. 2452, 17/05/2000, p. 9 e in “Walfadjri”, n. 2453, 18/05/2000, p. 9.
- Maitre, Anne. La fête continue par le cinéma in “Walfadjri”, n. 2452, 17/05/2000, p. 9.
- Lo, K. Jean-Fadiouth accueille le festival de la Fraternité in “Walfadjri”, n. 2452, 17/05/2000, p. 9.
- Yogo, Cathy. Derrière le look, il y a toute une philosophie in “Walfadjri”, n. 2452, 17/05/2000, p. 9.
- Faye, Charles. Le galeries d'ouvrent sur Internet… in “Walfadjri”, n. 2452, 17/05/2000, p. 9.
- Rougnaux, Cécile. Chalys Lèye peint les signes in “Sud Quotidien”, n. 2136, 18/05/2000, p. 8.
- Mbaye, Massamba. Projet artistique Brest-Berlin-Dakar – Un dernier quai qui n'est pas un in “Le Matin”, 18/05/2000, p. 8.
- Mbaye, Massamba. Salon de la Jeune Création Plastique Sénégalaise – La folie est ailleurs in “Le Matin”, 18/05/2000, p. 8.
- Diallo, Mouha. Le culte de la céramique in “Le Matin”, 18/05/2000, p. 8.
- Diop, Cheikh. Un relation de symbiose – L'art, la science, la vérité et la raison – Suite et fin in * “L'Info”, n. 484, 18/05/2000, p. 9.
- Fall, Joe Ousmane. Le conseil scientifique et le secrétariat général de Dak'Art 2000 indexés in “L'Info”, n. 484, 18/05/2000, p. 8.
- Fall, Joe Ousmane. Défendre la culture afiraine en étant présent aux grands rendez-vous in “L'Info”, n. 484, 18/05/2000, p. 8.
- Fall, Joe Ousmane. Le désordre l'emporte sur l'esthétique in “L'Info”, n. 484, 18/05/2000, p. 8.
- Thorin, Valérie. Arts Plastiques – C'est l'année du Dak'Art! in “Afrique Magazine”, maggio 2000, p. 40.
- Pensa, Iolanda. Dak'Art 2000 in “Flash Art”, n. 223, anno XXXIII, estate 2000, pp. 46-47.
- Macrì, Teresa. “Dak'Art” Africa in “Il Manifesto”, (senza indicazione di data e numero), 2000, p. 14.
- Williams, Sue. Diary Dak'Art 2000 in “Artthrob” http://www.artthrob.co.za/00may/news.html (sito Internet), maggio 2000.
- Schroth, Mary Angela. Dak'Art 2000: La Panafricaine des Arts Plastiques in “Africa e Mediterraneo”, n. 3/00 (33), dicembre 2000, p. 121.
- Silva, Bisi. Dak'Art 2000: The Millennium Biennale? In “Third Text”, n. 53, inverno 2000-2001, p. 103-106.